# Diurético ahorrador de potasio
Un diurético ahorrador de potasio es un medicamento que actúa a nivel del riñón para aumentar la pérdida renal de agua y electrolitos, sin promover la pérdida de potasio común en los diuréticos de asa y tiazidas, por lo que se indican en medicina, junto con otras drogas, para el tratamiento de la hipertensión y el manejo de la insuficiencia cardíaca congestiva.

## Mecanismo de acción
Los diuréticos ahorradores de potasio como son antagonistas competitivos de la aldosterona por los sitios de unión del receptor citoplasmático intracelular. Al unirse con ese receptor intracelular, previene la producción de proteínas que normalmente son sintetizados por acción de la aldosterona. Al no producirse estas proteínas mediadoras, se inhiben los sitios de intercambio de sodio y potasio a nivel del túbulo colector de los riñones. Esto impide la reabsorción de sodio y la secreción de potasio e iones de hidrógeno.

## Indicaciones
Los diuréticos ahorradores de potasio por lo general se usan en combinación con otros fármacos diuréticos, como los diuréticos de asa, que de otro modo causarían la reducción de los niveles de potasio a niveles potencialmente peligrosos de hipokalemia. De modo que la combinación ayuda a mantener valores normales en sangre del potasio.

## Efectos secundarios
Por sí solos, los diuréticos ahorradores de potasio aumentan, como reacción no deseada, los valores normales del potasio (hiperkalemia), lo cual pone al individuo en riesgo de la aparición de trastornos del ritmo cardíaco que pueden ser potencialmente mortales.

## Bioquímica
Los diuréticos ahorradores de potasio no tienen una configuración estructural compartida o similar, excepto por la estructura esteroidea de los antagonistas de la aldosterona. Algunos de los más usados en la clínica médica incluyen:
- Amilorida
- Triamtereno
- Antagonistas de la aldosterona:
  - Espironolactona
  - Eplerenona